# Фагналон
Фагналон (лат. Phagnalon) — род растений семейства Астровые, или Сложноцветные.
Распространены в Средиземноморье, на Канарских островах, в Западной Азии.

## Ботаническое описание
Небольшие полукустарники войлочно или шерстисто опушенные, реже голые многолетние травы.
Листья очередные, цельнокрайные или слегка выемчато-зубчатые.
Корзинки одиночные, раздельнополые, дисковидные, то есть без язычковых цветков, с несколькими рядами женских цветков и обоеполыми цветками.
Семянки мелкие, слегка сплюснутые.

## Виды
По информации базы данных The Plant List, род включает 27 видов:
- Phagnalon abyssinicum A.Rich.
- Phagnalon acuminatum Boiss.
- Phagnalon barbeyanum Asch. & Schweinf.
- Phagnalon bicolor Ball
- Phagnalon calycinum (Cav.) DC.
- Phagnalon darvazicum Krasch.
- Phagnalon garamantum Maire
- Phagnalon kotschyi Sch.Bip. ex Boiss.
- Phagnalon latifolium Maire
- Phagnalon lavranosii Qaiser & Lack
- Phagnalon melanoleucum Webb
- Phagnalon nitidum Fresen.
- Phagnalon niveum Edgew.
- Phagnalon persicum Boiss.
- Phagnalon phagnaloides (Sch.Bip. ex A.Rich.) Cufod.
- Phagnalon purpurascens Sch.Bip.
- Phagnalon pycnophyllon Rech.f.
- Phagnalon pygmaeum (Sieber) Greuter
- Phagnalon quartinianum A.Rich.
- Phagnalon rupestre (L.) DC.
- Phagnalon saxatile (L.) Cass.
- Phagnalon schweinfurthii Sch.Bip. ex Schweinf.
- Phagnalon sinaicum Bornm. & Kneuck.
- Phagnalon sordidum (L.) Rchb.
- Phagnalon stenolepis Chiov.
- Phagnalon umbelliforme DC.
- Phagnalon viridifolium Decne.